# بان سرو
بان سرو روستایی از توابع بخش چوار شهرستان ایلام در استان ایلام است.که به علت درختان سرو زربین به قدمت ۳۸۵۰ سال  معروف است. 

## جمعیت
این روستا در دهستان ارکوازی قرار داشته و براساس سرشماری سال ۱۳۸۵جمعیت آن ۲۴۴
نفر (۵۱خانوار) بوده است. که الان سال ۱۴۰۱ به دلیل مهاجرت برخی از روستایان به خاطر تحصیلات و کار جمعیت کاهش پیدا کرده است. 